# Sonata para violín n.º 1 (Fauré)
La Sonata para violín n.° 1 en la mayor, op. 13 es una obra de música de cámara escrita por Gabriel Fauré entre 1875 y 1876. Se considera una de las tres obras maestras de su juventud, junto con el primer cuarteto para piano y la Balada para piano en fa♯ mayor.

## Historia

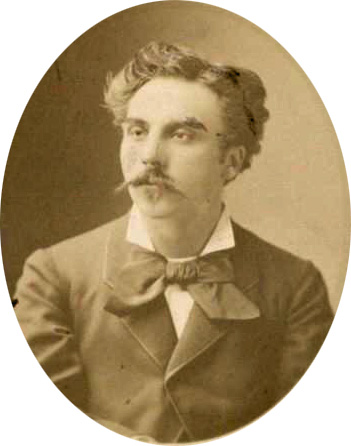
Fauré en 1875

La sonata fue concebida en el verano de 1875 durante una estancia en Sainte-Adresse con la familia de Camille Clerc, destacado industrial y partidario de su obra, y terminada en el otoño de 1876. Clerc, que había estado en excelentes términos con la renombrada editorial Breitkopf & Härtel, con sede en Leipzig, hizo esfuerzos considerables para publicar el trabajo de Fauré. Sin embargo, Breitkopf & Härtel solo estaba dispuesto a publicar la sonata si Fauré renunciaba a su tarifa: "M. Fauré no es conocido en Alemania y el mercado está repleto de obras de este tipo, aunque a menudo son inferiores a la que estamos discutiendo". Fauré aceptó estos términos y la obra finalmente se publicó en febrero de 1877, pocas semanas después del estreno el 27 de enero de 1877.
La sonata estaba dedicada a su gran amigo Paul Viardot, el hermano de Marianne Viardot, de quien Fauré estaba enamorado. La primera interpretación grabada de la sonata tuvo lugar la víspera del estreno en la casa de los Clerc, con Paul Viardot al violín y el propio Fauré al piano. La interpretación privada fue recibida con vivo entusiasmo.
El estreno en sí, en un concierto de la Société Nationale de Musique en la Sala Pleyel, con la joven violinista Marie Tayau, fue un gran éxito, y hubo que hacer encore el tercer movimiento. En una carta fechada el mismo día, Fauré escribió: "¡El éxito de mi sonata superó con creces todas mis expectativas!!! [...] En cuanto a mi intérprete, nunca podré expresar adecuadamente cómo hizo suya mi sonata, cómo puso su corazón y espíritu en tocarla. [...] La interpretación de Mademoiselle Tayau fue perfecta."
El estreno marcó un punto de inflexión en la carrera compositiva de Fauré, a la edad de 31 años. La obra encontró rápidamente su camino en los programas de artistas como Benjamin Godard, Camille Saint-Saëns, Eugène Ysaÿe, Jacques Thibaud, George Enescu, Alfred Cortot y otros. El escritor Marcel Proust rindió homenaje repetidamente a la sonata en su novela En busca del tiempo perdido.

## Estructura
La obra consta de cuatro movimientos. A pesar de su estructura tradicional (el primer, segundo y cuarto movimiento están estructurados como forma sonata), la música es "confiada y profundamente individual".
1. Allegro molto (, la mayor)
2. Andante (9
8, re menor)
3. Scherzo: Allegro vivo (2
8, la mayor)
4. Finale: Allegro quasi presto (6
8, la mayor)

Una interpretación dura aproximadamente 25 minutos.

### Allegro molto
El tema principal (A) del apasionado primer movimiento, entra de forma inmediata presentando el piano sus dos ideas.
El violín toca una variante del primer motivo antes de pasar al segundo motivo (A', compases 37-38).
Después de un breve diálogo entre los instrumentos, se introduce un segundo tema más discreto (B, p ed espressivo) en el violín, modulando a mi mayor dominante sobre un bajo cromático ascendente.
En la sección de desarrollo bastante suave, el biógrafo de Fauré, Nectoux, encuentra "una inventiva y una seguridad totalmente notables". Las primeras cinco notas del tema A se desarrollan primero, en primera instancia en fa mayor, luego en la mayor y su relativa fa♯ menor. A continuación se desarrolla el motivo A', primero en fa♯ menor (p e leggiero) y sol ♭ mayor antes de realizar una modulación a re♭ mayor. Sigue el desarrollo mucho más breve del tema B, "flotando etéreamente sobre profundos y silenciosos acordes de piano", y que conduce a la recapitulación. Allí se escucha el motivo A' en fa♯ menor, y el tema B en la mayor, ascendiendo a un fortissimo. El movimiento termina en una coda audaz.

### Andante
El reticente movimiento lento comienza al ritmo de una barcarola, el violín imitando el canto de un gondolero veneciano, "suspirando lánguidamente por encima del latido del corazón de acordes repetidos".
Luego, los roles se invierten y un segundo tema en fa mayor desencadena un diálogo animado entre los dos instrumentos, con "curvas melódicas ampliamente arpegiadas que suben la escala paso a paso", anticipándose a la Sonata para violín de Franck que se publicaría diez años más tarde.
Una variación de la introducción conduce a una nueva idea de barcarola en el piano que se desarrolla con un "efecto lírico fino" en medio del movimiento. En la repetición, los roles de los instrumentos se invierten una vez más, y el segundo movimiento conduce a una cadencia final en re mayor.

### Scherzo: Allegro vivo
El scherzo de ritmo rápido es de naturaleza alegre, combinando rápidos pasajes de ritmo cruzado animados con pizzicati.
En una segunda sección en re♭ mayor, se aumentan las notas iniciales del tema principal, dando como resultado una "atmósfera de abandono".
El trío lírico en fa♯ menor, similar a las Tres romanzas para oboe y piano de Schumann, conduce a la repetición.
En el estreno, este movimiento tuvo que ser repetido. Nectoux lo considera el modelo de las serenatas que Debussy y Ravel añadieron en sus cuartetos de cuerda.

### Final: Allegro quasi presto
El final dramático tiene una forma ternaria con una sección de desarrollo central, con numerosos elementos melódicos y rítmicos combinados en un largo flujo lírico. Nectoux escribe: "Es realmente difícil saber qué admirar más: la fertilidad melódica, la variedad de ritmo o las progresiones armónicas que son a la vez flexibles, inesperadas y totalmente convincentes".
El movimiento comienza dolce en el violín, aunque rápidamente se transforma en el más enérgico de los cuatro movimientos, oscilando fascinantemente alrededor de un do♯ recurrente.
Un segundo tema sorprendentemente sincopado irrumpe en octavas dobles en el violín.
En desarrollo, el primer tema se trabaja obsesivamente contra una nueva melodía de violín. La pieza culmina con una breve coda majestuosa de puro virtuosismo.

## Recepción
En el estreno, la sonata fue recibida con entusiasmo. La Revue et Gazette Musicale de Paris escribió: "Esta obra, notable en más de un sentido y muy bien interpretada por el compositor y M. Marie Tayau, fue muy apreciada y aplaudida. Las ideas son agradables y el compositor las desarrolla con soltura. El scherzo, de forma un poco abreviada, pero nueva y de un ritmo muy interesante, recibió los honores de un encore."
Camille Saint-Saëns elogió mucho la obra: "Esta sonata tiene todo lo que seducirá el gourmet: formas novedosas, modulaciones exquisitas, colores de tonos poco comunes, el uso de los ritmos más inesperados. Y flotando sobre todo esto hay una magia que envuelve la obra y lleva a las masas de oyentes ordinarios a aceptar las audacias más salvajes como algo perfectamente natural.” Saludó la llegada de un "nuevo campeón, quizás el más excelente de todos".
Hoy en día, la sonata para violín es quizás la obra de música de cámara más popular de Fauré, apreciada por su "frescura y brío, su característico equilibrio faureano de elegante moderación y ardor romántico".